# Rembourrage de hanches et de fesses
Le rembourrage de hanches et de fesses est un vêtement utilisé pour accroître la taille des hanches et du fessier.

## Types de vêtement
Ces vêtements peuvent être globalement classés comme des pré-fabriqués, sur mesure, et faits maison.

### Pré-fabriqué
Les sous-vêtements contenant des poches à rembourrer dans des sections appropriées, sont commercialisés par les entreprises pour une clientèle travestie.

### Fait maison
La forme de rembourrage, des hanches et des fesses, la moins chère, est le fait maison. Des informations sur la fabrication du rembourrage sont disponibles sur les sites web et dans au moins un livre.

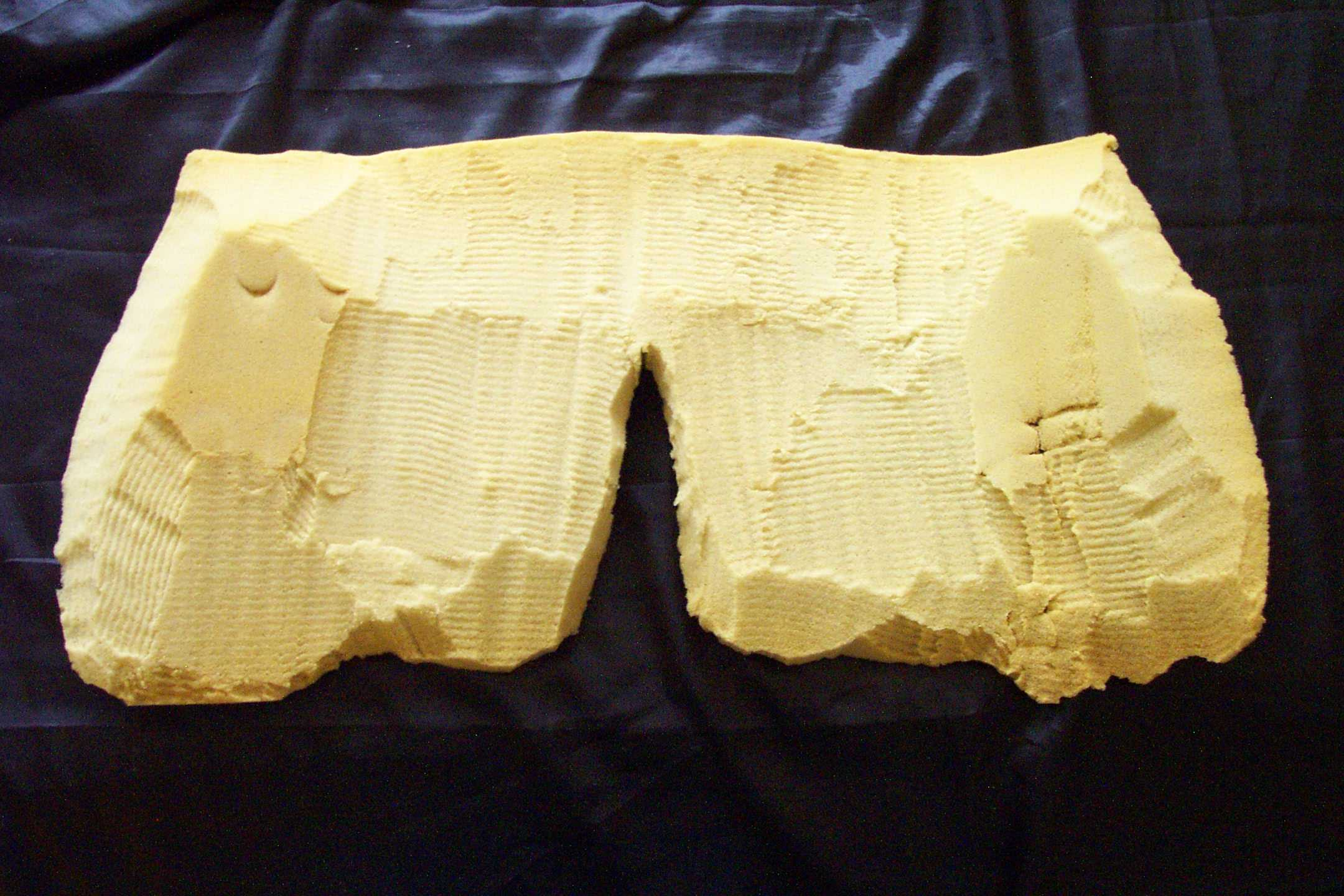
Rembourrage fait maison.

En utilisant les mesures d'une personne et un tableau de mesures comparatives, il est possible de déterminer l'épaisseur du rembourrage devant fait à différents endroits, tel que le point le plus large soit au niveau des hanches, et le point le plus grand soit au niveau des fesses.
Le rembourrage fait maison est généralement réalisé par la coupe d'un bloc de mousse de polyuréthane caoutchouc pour la forme. C'est le même type de mousse utilisé pour l'ameublement. L'outil le plus commun utilisé pour le façonnage de la mousse est le couteau électrique. Le bloc est généralement coupé en morceau plat, puis il est enroulé autour des hanches et des fesses, plutôt qu'être taillé comme une pièce courbe. La mousse est seulement sculptée à l'intérieur, de sorte que l'extérieur de la surface reste lisse.
Le rembourrage est généralement porté sous un vêtement de compression, tel que ceux parfois  porté par les femmes pour soulever et façonner leurs fesses.

## Usages
Certaines personnes transféminines l'utilisent pour augmenter la taille apparente des hanches et des fesses et ainsi se rapprocher des caractères sexuels secondaires féminins. Le rembourrage est destiné à améliorer le passing en tant que femme, en modifiant le rapport taille-hanche apparent, et le rapport épaules-hanches. 
Cette technique est souvent utilisée par les drag-queens pour créer l'illusion d'une silhouette féminine, souvent exagérée, pour une appréciation comique.